# 하이웨이맨 (2019년 영화)
《하이웨이맨》(영어: The Highwaymen)은 미국에서 제작된 존 리 행콕 감독의 2019년 시대극 범죄 스릴러 영화이다. 케빈 코스트너, 우디 해럴슨, 캐시 베이츠, 존 캐럴 린치, 토머스 맨, 킴 디킨스, 윌리엄 새들러 등이 출연하였다.
이 영화는 2019년 3월 15일 극장에 한정 개봉하였다가 2019년 3월 29일 넷플릭스를 통해 디지털 개봉하였다.

## 줄거리
1934년. 전 텍사스 레인저 프랭크 헤이머와 메이니 골트는 도주 중인 보니와 클라이드를 추적한다. 

## 출연
- 케빈 코스트너 - 프랭크 헤이머 역
- 우디 해럴슨 - 메이니 골트 역
- 존 캐럴 린치 - 리 시먼스 역
- 토머스 맨 - 보안관보 테드 힌턴 역
- 킴 디킨스 - 글래디스 헤이머 역
- W. 얼 브라운 - 아이비 메스빈 역
- 윌리엄 새들러 - 헨리 배로 역
- 캐시 베이츠 - 텍사스주지사 마 퍼거슨 역

## 같이 보기
- 아서 펜